# ALKBH3
ALKBH3 (англ. AlkB homolog 3, alpha-ketoglutaratedependent dioxygenase) – білок, який кодується однойменним геном, розташованим у людей на короткому плечі 11-ї хромосоми. Довжина поліпептидного ланцюга білка становить 286 амінокислот, а молекулярна маса — 33 375.
| 10         |  | 20         |  | 30         |  | 40         |  | 50         |
| ---------- |  | ---------- |  | ---------- |  | ---------- |  | ---------- |
| MEEKRRRARV |  | QGAWAAPVKS |  | QAIAQPATTA |  | KSHLHQKPGQ |  | TWKNKEHHLS |
| DREFVFKEPQ |  | QVVRRAPEPR |  | VIDREGVYEI |  | SLSPTGVSRV |  | CLYPGFVDVK |
| EADWILEQLC |  | QDVPWKQRTG |  | IREDITYQQP |  | RLTAWYGELP |  | YTYSRITMEP |
| NPHWHPVLRT |  | LKNRIEENTG |  | HTFNSLLCNL |  | YRNEKDSVDW |  | HSDDEPSLGR |
| CPIIASLSFG |  | ATRTFEMRKK |  | PPPEENGDYT |  | YVERVKIPLD |  | HGTLLIMEGA |
| TQADWQHRVP |  | KEYHSREPRV |  | NLTFRTVYPD |  | PRGAPW     |  |            |

A: Аланін

C: Цистеїн

D: Аспарагінова кислота

E: Глутамінова кислота

F: Фенілаланін

G: Гліцин

H: Гістидин

I: Ізолейцин

K: Лізин

L: Лейцин

M: Метіонін

N: Аспарагін

P: Пролін

Q: Глутамін

R: Аргінін

S: Серин

T: Треонін

V: Валін

W: Триптофан

Кодований геном білок за функцією належить до оксидоредуктаз. 
Задіяний у таких біологічних процесах, як пошкодження ДНК, репарація ДНК, альтернативний сплайсинг. 
Білок має сайт для зв'язування з іонами металів, іоном заліза. 
Локалізований у цитоплазмі, ядрі.